# 海尔布伦宫

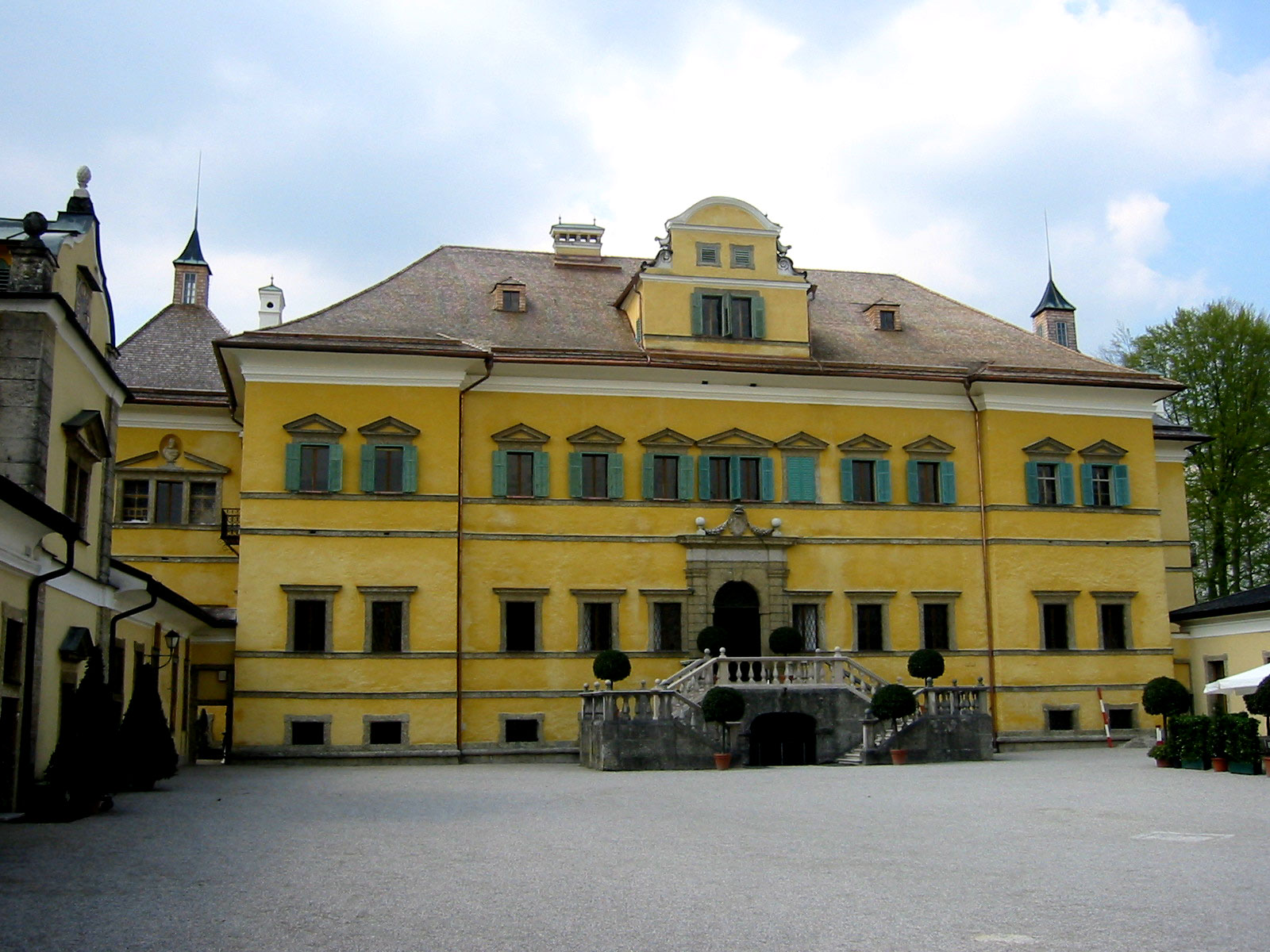
海尔布伦宫

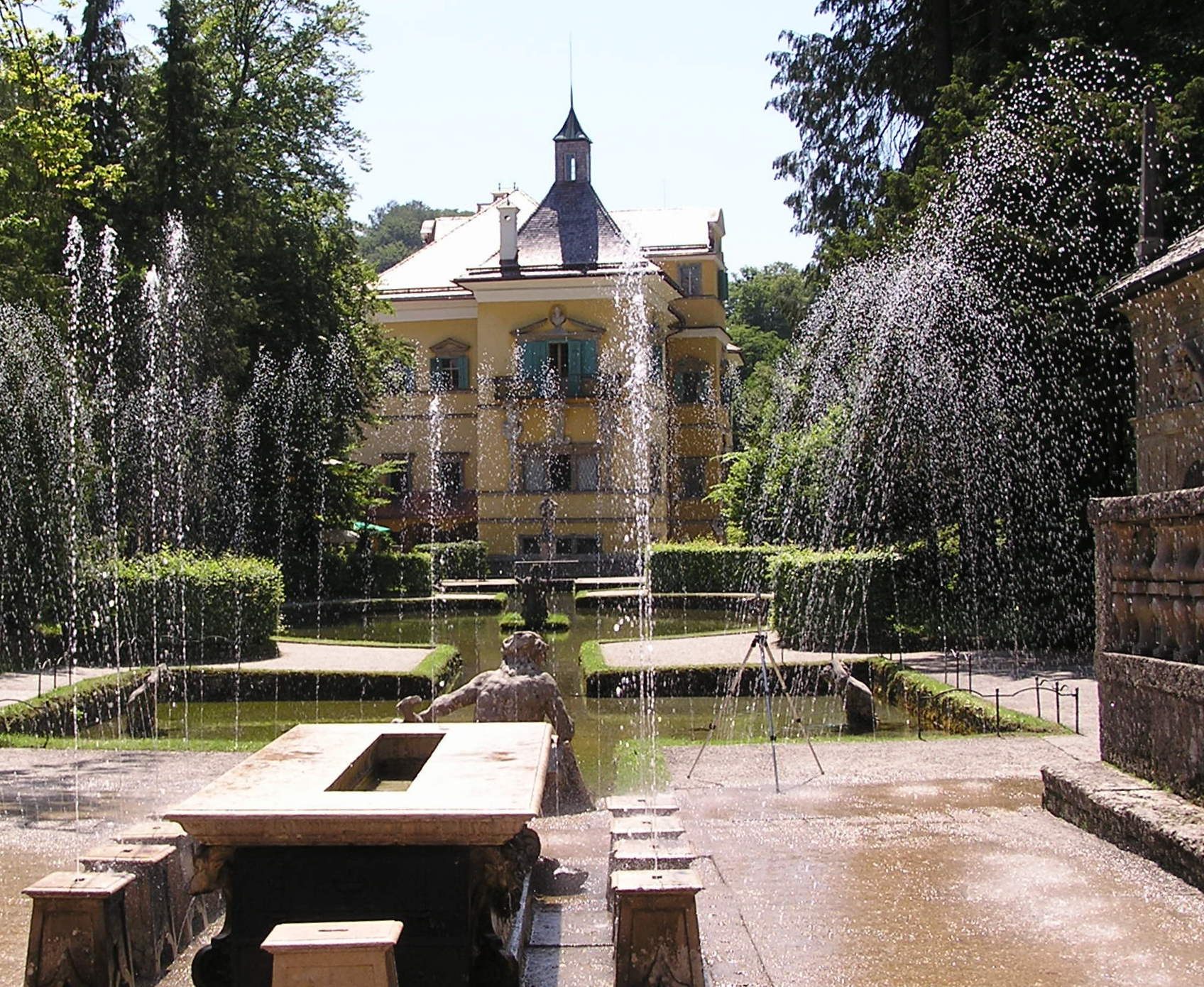
机关喷泉

海尔布伦宫（德語：Schloss Hellbrunn）是一座巴洛克别墅，位于奥地利萨尔茨堡南郊。

## 历史
由萨尔茨堡采邑主教修建于1613年至1619年，意为“清泉”。  海尔布伦宫为主教夏季的日间住所，晚间返回薩爾茨堡主教宮，因此海尔布伦宫不设卧室。海尔布伦宫以庭院内的机关喷泉著称，是夏季的热门旅游景点。